# 楽天ウォレット
楽天ウォレット株式会社（らくてんウォレット、英語: Rakuten Wallet, Inc.)、は、楽天証券ホールディングス（楽天グループ）傘下の暗号資産交換業者。暗号資産交換業、暗号資産関連デリバティブ取引業務等を提供している。
社名の「ウォレット (財布) 」には、資産をしっかり安心して預けられる口座となり、ステーブルコインはじめ、デジタル資産の管理を安心して任せられるようなウォレット、支払いや決済でも使ってもらえるウォレットを目指したいという思いが込められているという。

## 沿革
- 2016年12月 - トレイダーズホールディングスが、みんなのビットコイン株式会社を設立
- 2017年
  - 3月 - 仮想通貨交換所のサービスを開始
  - 9月 - 仮想通貨交換業者の登録申請書を関東財務局へ提出
- 2018年
  - 4月 - 関東財務局が業務改善命令を発出[2]
  - 10月 - 楽天カードがトレイダーズホールディングス子会社のトレイダーズインベストメント株式会社からみんなのビットコイン株式会社の全株式を取得し、子会社化[3]
- 2019年
  - 3月 - 商号を楽天ウォレット株式会社に変更[4]、仮想通貨(暗号資産)交換業者として登録完了[5]
  - 4月 - 楽天グループ内再編により楽天ペイメント株式会社の100%子会社となる[要出典]
  - 8月 - 仮想通貨(暗号資産)現物取引サービスを開始
- 2020年
  - 3月 - 仮想通貨(暗号資産)証拠金取引サービスを開始
  - 5月 - 第一種金融商品取引業者の登録完了
  - 6月 - 本社を東京都世田谷区玉川から東京都港区南青山に移転
  - 10月 - 資本金を1億円に減資[6]
- 2021年
  - 2月 - 顧客が保有するBTC等の暗号資産を楽天キャッシュにチャージし、楽天ペイおよび楽天ポイントカード加盟店等での買い物に利用可能とするサービスを開始
  - 3月 - 楽天ポイントを使ってBTCへの疑似投資ができるサービス「ポイントビットコインby楽天PointClub」を開始
- 2022年
  - 7月1日 - 楽天グループ内再編により楽天証券の100%子会社となる[7]
  - 10月3日 - 楽天グループの証券事業再編により楽天証券ホールディングスの100%子会社となる[8]